# عزلة الوطئة (إب)

تعديل مصدري - تعديل

عزلة الوطئة هي إحدى عزل مديرية حبيش في محافظة إب اليمنية ويبلغ تعداد سكانها 1009 نسمة حسب التعداد السكاني في اليمن لعام 2004.

## روابط خارجية
- الجهاز المركزي للإحصاء بالجمهورية اليمنية
- المركز الوطني للمعلومات باليمن
- الدليل الشامل